# Gesetz zur Änderung des Artikels 180 der Reichsverfassung
Das Gesetz zur Änderung des Artikels 180 der Reichsverfassung war ein verfassungsänderndes Gesetz zur Zeit der Weimarer Republik. Es regelte das Ende der Amtszeit des Reichspräsidenten. Damals amtierte Friedrich Ebert, der am 11. Februar 1919 von der Nationalversammlung gewählt worden war. Das verfassungsändernde Gesetz vom 27. Oktober 1922 bestimmte, dass die Amtszeit am 30. Juni 1925 enden sollte. Normalerweise sah die Weimarer Reichsverfassung eine direkte Wahl des Reichspräsidenten durch das Volk vor. Das Gesetz machte indirekt deutlich, wann diese Volkswahl stattzufinden hatte.
Tatsächlich verstarb Ebert bereits am 28. Februar 1925, also einige Monate vor Ablauf dieser Zeit. Im März und April fanden die beiden Wahlgänge der ersten Volkswahl des Reichspräsidenten statt. Neuer Reichspräsident wurde der parteilose, konservative Generalfeldmarschall Paul von Hindenburg.

## Hintergrund
In der Novemberrevolution übernahm zunächst ein revolutionärer Rat der Volksbeauftragten die Macht in Deutschland. Dieser Rat schrieb Wahlen zur Nationalversammlung aus, die eine neue Verfassung beschließen sollte. Die Nationalversammlung beschloss gleich am Anfang ihrer Tätigkeit eine vorläufige Verfassungsordnung. Dieses Gesetz über die vorläufige Reichsgewalt vom 10. Februar 1919 sah vor (§ 6), dass ein Reichspräsident die Geschäfte des Reiches führte. Über die Wahl hieß es (§ 7):
„Der Reichspräsident wird von der Nationalversammlung mit absoluter Stimmenmehrheit gewählt. Sein Amt dauert bis zum Amtsantritte des neuen Reichspräsidenten, der auf Grund der künftigen Reichsverfassung gewählt wird.“
Auf dieser Grundlage wählte die Nationalversammlung am folgenden Tag den Führer der Mehrheitssozialdemokraten, Friedrich Ebert, zum Reichspräsidenten. Daraufhin ernannte Ebert Reichsminister. Das Reich hatte damit eine Regierung, deren Ursprünge zwar in der Revolution lagen, die aber demokratisch legitimiert war. 
Die neue Reichsverfassung vom 11. August 1919 bestimmte, dass der Reichspräsident direkt vom Volke zu wählen sei. Eine Amtsperiode sollte sieben Jahre dauern. Eine Übergangsbestimmung in Art. 180 legitimierte wohl die Nationalversammlung als vorläufigen Reichstag sowie den amtierenden Reichspräsidenten. Es wurden aber keine Fristen für die künftigen Wahlen dieser Reichsorgane gesetzt, in der Verfassung ebenso wenig wie im Gesetz über die vorläufige Reichsgewalt von Februar 1919 (das durch die neue Verfassung sowieso ausdrücklich außer Kraft gesetzt worden war) oder im Reichsgesetz über die Wahl des Reichspräsidenten vom 4. Mai 1920.
Im März 1920 kam es zum sogenannten Kapp-Putsch in Berlin. Den Putschisten gelang es nicht, ihrer eigenen Regierung Autorität und Gehorsam zu verschaffen. Zu ihren Forderungen gehörte die Wahl eines Reichstags und eines Reichspräsidenten, wie es die Verfassung vorschrieb. Die damals noch bestehende Nationalversammlung und die rechtmäßige Regierung waren im Grundsatz nicht dagegen. Sie hatten beide Wahlen allerdings aus wahltaktischen Gründen herausgezögert. Nach dem gescheiterten Putsch verabschiedete die Nationalversammlung schnell noch das Reichswahlgesetz (für den Reichstag) und das erwähnte Präsidentenwahlgesetz.

## Zustandekommen und Inhalt
Der erste Reichstag der Weimarer Republik wurde im Juni 1920 gewählt. Die Parteien waren sich grundsätzlich einig, dass der Reichspräsident vom Volk zu wählen sei. Dies verlangte am 21. Oktober 1921 auch Reichspräsident Ebert, der antreten wollte. Die Reichsregierung schlug am 5. Oktober 1922 den 3. Dezember 1922 als Wahltag vor. Einige Regierungsparteien wie das katholische Zentrum fürchteten aber, dass die Volkswahl zu Ausschreitungen führen könnte. Außerdem war der Wahlausgang ihrer Meinung nach unsicher. Die oppositionelle rechtsliberale Deutsche Volkspartei, von der eine Zweidrittelmehrheit abhing, machte sich Sorgen wegen einer möglichen Kandidatur Hindenburgs für die konservative Deutschnationale Volkspartei. Die Führung der DVP lehnte Hindenburg ab, befürchtete aber, dass viele Anhänger ihn wählen würden. So kam es zum Kompromiss, der im Gesetz vom 27. Oktober mündete.
Der Reichstag beschloss über das Gesetz am 24. Oktober 1922 mit verfassungsändernder Zweidrittelmehrheit (314 Stimmen gegen 76 Stimmen von DNVP und KPD). Der Reichsrat stimmte zu, so dass das Gesetz am 27. Oktober im Reichsgesetzblatt verkündet werden konnte. Es trat sogleich in Kraft. Das Gesetz bezieht sich auf Art. 180 WRV, in dem es ursprünglich hieß:
„Bis zum Zusammentritt des ersten Reichstags gilt die Nationalversammlung als Reichstag. Bis zum Amtsantritt des ersten Reichspräsidenten wird sein Amt von dem auf Grund des Gesetzes über die vorläufige Reichsgewalt gewählten Reichspräsidenten geführt.“
Das Gesetz von 1922 veränderte den zweiten Satz in:
„Der von der Nationalversammlung gewählte Reichspräsident führt sein Amt bis zum 30. Juni 1925.“

## Kritik
Das Gesetz bzw. die Verfassungsänderung wurde vielfach kritisiert. Die Regelung der Amtszeit widersprach der generellen Norm in der Verfassung, dass der Reichspräsident vom Volk zu wählen sei. So gesehen ist der Inhalt des Gesetzes als eine Verfassungsdurchbrechung anzusehen, also als ein Abweichen von der generellen Verfassungsnorm für (hier) eine Einzelfallregelung. Man verweigerte dem Volk, jedenfalls zeitweise, das demokratische Recht bei der Auswahl des Staatsoberhaupts. Dies gefährdete die Glaubwürdigkeit der Verfassung bzw. des Reichstags.
In der Literatur heißt es zuweilen, das Gesetz habe die Amtszeit Eberts verlängert oder verkürzt. Sie sei verlängert worden, weil eine sofortige Volkswahl verhindert wurde; sie sei verkürzt worden, weil man den 1919 gewählten Reichspräsidenten auch sieben Jahre lang hätte amtieren lassen können, oder weil Ebert eine sofortige Volkswahl gewonnen hätte und dann sieben Jahren lang hätte amtieren können. Formell lässt sich beides nicht behaupten, da ursprünglich gar kein konkretes Enddatum vorgesehen war.

## Belege
1. ↑  Ernst Rudolf Huber: Deutsche Verfassungsgeschichte seit 1789. Band VI: Die Weimarer Reichsverfassung. W. Kohlhammer, Stuttgart [u. a.] 1981, S. 311/312.
2. ↑  Ernst Rudolf Huber: Deutsche Verfassungsgeschichte seit 1789. Band VI: Die Weimarer Reichsverfassung. W. Kohlhammer, Stuttgart [u. a.] 1981, S. 312.